# Jordy Rondeel
Jordy Rondeel (Keijenborg, 4 augustus 1994) is een Nederlands voormalig voetballer die speelde als doelman. Tussen 2014 en 2022 was hij actief voor Go Ahead Eagles, De Graafschap, TOP Oss en De Treffers. In de zomer van 2022 werd hij aangesteld als keeperstrainer bij De Graafschap.

## Clubcarrière
Rondeel speelde in de jeugd van Keijenburgse Boys, Pax Hengelo en FC Zutphen, voor hij een jaartje bij Silvolde ging spelen. Medio 2014 tekende de doelman bij Go Ahead Eagles. In het seizoen 2014/15 zat hij eenmaal op de reservebank bij het eerste elftal, waarna hij transfervrij overstapte naar De Graafschap. Hier bracht hij twee seizoenen voornamelijk door bij de beloften, voor hij in de zomer van 2017 overgeheveld werd naar het eerste team, waar hij reservedoelman werd. In de drie seizoenen die volgden zat Rondeel als reserve op de bank en kwam hij niet in actie. Hiermee kwam hij in vijf jaar tijd tot 113 wedstrijden als reservespeler op de bank.
In juli 2020 werd Rondeel voor een seizoen gehuurd door TOP Oss. De Belg Bo Geens kreeg echter de voorkeur, waardoor Rondeel samen met Ronald Koeman jr. op de reservebank terechtkwam. In april 2021 tekende Rondeel een voorcontract bij De Treffers, welke per 1 juli van dat jaar zou ingaan. De doelman maakte op 3 mei 2021 zijn professionele debuut in de vijfendertigste speelronde van de Eerste divisie in het seizoen 2020/21. Op bezoek bij Jong PSV moest hij van coach Klaas Wels als reservespeler aan het duel beginnen. Tien minuten voor tijd kreeg Geens een rode kaart, waarna Rondeel bij een stand van 0–0 mocht invallen voor Livio Milts. In het restant van de wedstrijd werd niet meer gescoord. Na een jaar vertrok hij weer bij De Treffers, omdat zijn rol als speler niet te combineren was met zijn functie als keeperstrainer van oud-club De Graafschap.

## Clubstatistieken
| Seizoen | Club            | Competitie     | Competitie | Competitie | Beker | Beker | Internationaal | Internationaal | Totaal | Totaal |
| Seizoen | Club            | Competitie     | Wed.       | Dlp.       | Wed.  | Dlp.  | Wed.           | Dlp.           | Wed.   | Dlp.   |
| ------- | --------------- | -------------- | ---------- | ---------- | ----- | ----- | -------------- | -------------- | ------ | ------ |
| 2014/15 | Go Ahead Eagles | Eerste divisie | 0          | 0          | 0     | 0     | —              | —              | 0      | 0      |
| 2015/16 | De Graafschap   | Eredivisie     | 0          | 0          | 0     | 0     | —              | —              | 0      | 0      |
| 2016/17 | De Graafschap   | Eerste divisie | 0          | 0          | 0     | 0     | —              | —              | 0      | 0      |
| 2017/18 | De Graafschap   | Eerste divisie | 0          | 0          | 0     | 0     | —              | —              | 0      | 0      |
| 2018/19 | De Graafschap   | Eredivisie     | 0          | 0          | 0     | 0     | —              | —              | 0      | 0      |
| 2019/20 | De Graafschap   | Eerste divisie | 0          | 0          | 0     | 0     | —              | —              | 0      | 0      |
| 2020/21 | → TOP Oss       | Eerste divisie | 1          | 0          | 0     | 0     | —              | —              | 1      | 0      |
| 2021/22 | De Treffers     | Tweede divisie | 4          | 0          | 1     | 0     | —              | —              | 5      | 0      |
| Totaal  | Totaal          | Totaal         | 5          | 0          | 1     | 0     | 0              | 0              | 6      | 0      |